# Kanivehalli, Holalkere
Kanivehalli là một làng thuộc tehsil Holalkere, huyện Chitradurga, bang Karnataka, Ấn Độ.